# معركة كارنال
كانت معركة كارنال (24 فبراير 1739) نصرًا حاسمًا لنادر شاه، مؤسس السلالة الأفشارية في إيران، في إبّان غزوه الهند. هزمت قوات نادر جيش محمد شاه خلال ساعات، ممهدةً الطريق أمام النهب الإيراني لدلهي. يُعتبر الاشتباك جوهرة التاج في مسيرة نادر العسكرية وتحفة تكتيكية أيضًا. قامت المعركة بالقرب من كارنال، على بُعد 110 كيلومترًا (68 ميلًا) من دلهي، الهند.
كانت المعركة ذروة غزو نادر شاه للإمبراطورية المغولية. بعد احتلاله شرق أفغانستان وغزوه عبر كابل وبيشاور، قاد نادر قواته ناحية الجنوب باتجاه العاصمة المغولية. في دلهي، حشد محمد شاه قوة هائلة العدد وزحف بها شمالًا قبل أن يتوقف جيشه الثقيل في كارنال. حارب نادر وانتصر نصرًا ماحقًا. بموجب المفاوضات التي أعقبت الهزيمة الكارثية، وافق محمد شاه على دفع ديّةٍ ضخمة مقابل احتفاظه بسيادته على أراضيه. لكن نادر أجبر الإمبراطور المغولي على الاستسلام التام وزحف به إلى عاصمته دلهي، حيث نُهبت خزينة المغول. قام مواطنو دلهي بانتفاضة ضد جنود نادر انتهت بمذبحة دامية حيث سُلبت المدينة بأسرها ونُهبت. دفعت الغنيمة الهائلة التي حُصلت من دلهي نادر إلى إصدار مرسوم إمبراطوري يقضي بإلغاء الضرائب لمدة ثلاث سنوات. سرعان ما غادر الجيش الفارسي تاركًا خلفه 30,000 قتيلًا. أُجبر محمد شاه أيضًا على التنازل عن كل أراضيه الواقعة غرب السند والتي ضمها نادر شاه إلى مُلكه.
نتيجة للهزيمة الساحقة للإمبراطورية المغولية في كارنال، ضعفت السلالة المغولية التي كانت في تدهور بالفعل ضعفًا حرجًا إلى حدٍ سرّع زوالها. وفقًا لآكسوورثي، من الممكن أيضًا أن الاستعمار الأوروبي لشبه القارة الهندية كان ليحدث بشكل آخر أو ربما لم يكُن ليحدث البتة لولا الآثار الماحقة لغزو نادر للهند.

## ذريعة الحرب لدى نادر
إحدى الوجهات الرائجة للعدد الكبير من المرتزقة وأمراء الحرب الأفغان الذين هُزموا في حملات نادر الكثيرة ضد الكيانات السياسية المختلفة في أفغانستان كانت المناطق الحدودية الشمالية للإمبراطورية المغولية. كان نادر قد أرسل عددًا من المطالبات للحكام ورجال الدولة المحليين في شمال الهند بأن يُقبض على هؤلاء اللاجئين ويسلَموا له. في أعقاب غزوه أفغانستان، كان نادر يبحث عن ذريعة لغزو الإمبراطورية المغولية. بطبيعة الحال، انتهز هذه الفرصة ليستر غزوه بستار مطاردة المحاربين الأفغان الذين وجدوا مأوى في التضاريس الوعرة لشمال المملكة المغولية.
من الجدير بالذكر أيضًا أن نادر كان على تواصل مع واحد من كبار وزراء المغول، آصف جاه قمر الدين، الذي اتهمه البعض آنذاك بخيانة الإمبراطور المغولي. في حين أنه من الممكن أن آصف جاه قد أثار في الواقع غزو نادر للإمبراطورية المغولية، لكن ذلك يظل تكهنًا لا يُصدق.
ما إذا كان ممكنًا للإمبراطورية المغولية كسر حدة الموقف دبلوماسيًا أم لا ما يزال موضع نقاش. إن قدرة الدولة المغولية على إيجاد اللاجئين الأفغان في منطقتها الحدودية وأسرهم قضية مشكوك فيها بشدة كما هو العدد الفعلي للاجئين الذين فروا في الحقيقة إلى هذه المناطق في المقام الأول. من الممكن جدًا أنهم كانوا عددًا ضئيلًا. كان عزم نادر شاه على غزو الهند المغولية ليستمر بصرف النظر عن موافقة السلطات المغولية على طلبه البحث عن هؤلاء اللاجئين وتسليمهم من عدمها. من المحتمل جدًا أن نادر شاه قد استغل المطالبة باللاجئين وعدم تنفيذها كاملةً لتكون ذريعة للغزو والنهب.

## دخول نادر إلى الإمبراطورية المغولية
عندما تحرك نادر إلى الأراضي المغولية، رافقه أتباعه الجورجيون والملك المستقبلي لجورجيا الشرقية، هرقل الثاني، الذي كان يمتلك فيلقًا في الجيش الإمبراطوري الفارسي. لدى معرفته باقتراب نادر شاه من قندهار، جمع حاكم بيشاور وكابل جيشًا من 20,000 رجلًا معظمه من المرتزقة الأفغان المُجتذبين من قبائل شرق أفغانستان بغية وقف التقدم الفارسي. لم يكن من الممكن للموقع الذي اختير لمقاومة الجيش الفارسي أن يُختار على نحو أفضل، إذ لا يمكن إلا لصف صغير من الرجال أن يأمل الزحف عبر ممر خيبر الضيق وأي نشر للقوات وفق أي تشكيلة قتالية سيكون مستحيلًا. اتبع نادر نهجًا بديلًا لاقتناعه بلا جدوى الصراع المباشر. أبلغه دليل محلي بوجود ممر شاق لكنه قابل للعبور موازٍ لممر خيبر يُسمى ممر تشاتشوبي.
انطلق الجيش الفارسي في 26 نوفمبر من مكان بالقرب من جلال أباد ووصل إلى باريكاب (على بعد 33 كيلومترًا من ممر خيبر) حيث قسم نادر جيشه، تاركًا مرتضى ميرزا خلفه مع الجزء الأكبر من القوات تحت تصرفه وأرسل 12,000 رجلًا إلى ممر خيبر بقيادة نصر الله قولي في حين جمع 10,000 من الفرسان الخفيفين المختارين تحت أمره مباشرة. بعد أن بدأ زحفًا جانبيًا ملحميًا طوله أكثر من 80 كيلومترًا عبر بعضٍ من أكثر التضاريس عصيانًا على الملاحة في آسيا، بلغ نادر المسجد حيث انعطف 10,000 عن طريق زحفهم باتجاه الشمال ثم إلى الطرف الشرقي لممر خيبر.
باغت الظهور المفاجئ لقوة شديدة من الفرسان في المؤخرة قوات الحاكم ووضعها في موقف صعب، وإن تدبروا المقاومة لمدة وجيزة قبل أن يتغلب عليهم سلاح فرسان نادر تمامًا. وهكذا أُخلي الطريق باتجاه الأراضي الشمالية للإمبراطورية المغولية وتمكنت القوة الرئيسة للجيش الإمبراطوري الفارسي من الزحف إلى الداخل المغولي.
في 16 نوفمبر 1739، زحف نادر بحرسه المتقدم خروجًا من بيشاور باتجاه الجنوب إلى نهر السند في بنجاب. عقب عبورهم النهر، انقض الجيش الفارسي على الريف الأعزل في طريقه إلى لاهور وأخذ ينهب ويحرق أثناء مروره. بدأ حاكم لاهور بتعزيز متاريسه أملًا بالمقاومة. استعجل نادر تقدمه وهاجم من اتجاه غير متوقع بقوة عظيمة إلى درجة أن الحاكم خضع لإرادة الشاه بعد يوم واحد فقط. قدم الحاكم هدية قدرها مليوني روبية للشاه أدت إلى ضمانه منصبه بصفته حاكمًا للاهور.

## نتائج المعركة
قتل قائد الجيش المغولي برهان الملك ووقع محمد شاه ونظام الملك في الأسر.
دخل نادر شاه إلى دلهي واستولى على الكنوز الأسطورية للمغول منها عرش الطاووس ماسه كوهي نور التي تزين التاج البريطاني ماسة داريا نور الموجوده حاليا في متحف الجواهر الوطني في طهران وهي ماسة لونها وردي شاحب وهي من الألوان النادرة في الألماس وهي أكبر ماسه ملونة في العالم 184 قيراط يتراوح ثمنها من 400 مليون إلى 8 مليارات دولار اميريكي، ماسة نور العين وماسة تاج القمر حاليا في متحف المجوهرات في طهران، ماسه الشاه في روسيا وغيرها
بعد دخول نادر شاه إلى دلهي قامت مجموعه من الثوار المغول بقتل جنود من الجيش الفارسي الامر الذي ادى من نادر ان يعلن عن استباحة المدينة فقتل من الساعة 9 صباحا إلى 2 ظهرا 20000 إلى 30000 مدني الامر الذي دعى من محمد شاه ان يلتمس العفو من نادر شاه ويوقف المجزره ففعل نادر واوقفها
تزوج ابن نادر شاه من بنت محمد شاه لتقوية العلاقات بين الامبراطوريتين